# Rimanella arcana
Famille
Genre
Espèce
Synonymes
- Rima arcana Needham, 1933[2]

Statut de conservation UICN

 LC  : Préoccupation mineure
Rimanella arcana est une espèce de libellules de la famille des Rimanellidae (sous-ordre des Zygoptères). C'est la seule espèce de son genre Rimanella (monotypique) et de sa famille  Rimanellidae (également monotypique). Cette espèce était autrefois comprise dans la famille des Amphipterygidae.

## Répartition et habitat
L'espèce se rencontre en Guyana, en Suriname et en république bolivarienne du Venezuela. On la retrouve dans plusieurs territoires protégés (Parques Nacionales Canaima, Serrnaia de La Neblina et Duida Marahyaca). Rimanella arcana fréquente les rivières montagneuses à 800 m d'altitude. Elle est commune dans son habitat et la pérennité de celui-ci semble, pour l'instant, prometteur.